# Taleworlds
Taleworlds, i marknadsföringssyfte skrivet TaleWorlds, är ett oberoende spelutvecklingsföretag i Ankara, Turkiet. De blev klara med sin första titel Mount & Blade i september 2008.
Andra spel som företaget gjort är Mount & Blade: Warband, Mount & Blade: Napoleonic wars, Mount & Blade: With fire and sword och Mount & Blade II: Bannerlord. 